# 陸鏗
陸鏗（1919年3月3日—2008年6月21日） （页面存档备份，存于），號大聲，筆名陳棘蓀，雲南保山人，新聞媒體人。

## 生平
1940年畢業於重慶政治學校新聞專修班，曾任二戰期間中國駐歐洲戰地記者、《中央日報》副總編輯兼採訪主任。
1943年7月18日和楊惜珍結婚。于右任證婚。楊惜珍為中央大學畢業的牙醫師，與丈夫陸鏗生有子女五人。
1949年4月，因辦《天地新聞日報》被下獄，為右任、閻錫山所救。1957年被打成右派判刑入獄，1975年獲釋。1978年4月底赴香港，與胡菊人創辦《百姓》半月刊。
1982年公開評論中華民國總統蔣經國身體健康不理想不應連任總統，被中華民國政府列為不受歡迎名單。
1985年5月10日在中南海訪問中共中央總書記胡耀邦，整理成《胡耀邦訪問記》發表在同年6月出版之《百姓》半月刊上，後被中共引用為胡耀邦反對資產階級自由化不力的罪證之一。
1990年因協助許家屯定居美國而遭中共拒絕入境。1994年7月至1997年8月，於《財訊月刊》連載〈陸鏗專欄〉。1998年，於《信報財經新聞》連載專欄〈百姓為念〉。
晚年與劉宜良（筆名：江南）的遺孀崔蓉芝結婚，旅居美國三藩市。2005年患阿兹海默病，2007年3月30日獲准以探親名義返回雲南老家居住。
2008年6月22日早上10點05分，因肺栓塞病逝於三藩市，享年89歲。

## 著作
- 《麥帥治下的日韓》：（南京）中央日報社1947年5月初版
- 《風雲變幻的鄧小平時代》：（香港）百姓文化1988年4月初版；（台灣）前進出版社1988年8月初版
- 《鄧小平：改革舵手？歷史罪人？》：（香港）百姓文化1990年初版
- 《陸鏗看兩岸》：（台灣）遠景出版社1996年3月初版，ISBN 9573905191
- 《陸鏗回憶與懺悔錄》：（台灣）時報文化1997年7月初版，ISBN 9571323349
- 《李登輝的最後抉擇：陸鏗忠言》：（台灣）財訊出版社1997年11初版，ISBN 9578390025
- 《別鬧了，登輝先生：12位關鍵人物談李登輝》：陸鏗、馬西屏採訪記錄，（台灣）天下文化2001年10月初版，ISBN 9576219272
- 《大記者三章：記者的精神與作為》：（台灣）網路與書出版2004年9月初版，ISBN 9572956744

## 外部連結
- 陸鏗：採訪不完的記者人生 （页面存档备份，存于），李秀姬著，台灣政治大學新聞系2005年5月25日
- 紅牢餘生記1、2，新世紀網2006年8月28日
- 新聞耆老陸鏗　列黑名單17年　中國批准返鄉探親 （页面存档备份，存于），東森新聞2007年3月12日
- 陸鏗六四後首返國　爭取17年　今飛雲南[]，明報2007年3月30日
- 著名報人陸鏗病逝享年89歲 （页面存档备份，存于），BBC中文網2008年6月22日
- 陆铿的一生就是独家新闻[永久]，邱立本，亚洲周刊